# OKS Stomil Olsztyn
OKS Stomil Olsztyn (offiziell Olsztyński Klub Sportowy Stomil Olsztyn) ist ein Sportverein aus der polnischen Stadt Olsztyn (deutsch Allenstein). Der Fußballverein spielte bisher acht Spielzeiten (1994–2002) in der Ekstraklasa, der höchsten polnischen Spielklasse. Größter Erfolg war der sechste Platz in der Saison 1995/96.
Der OKS Stomil ist einer der wenigen Profivereine und vor allem der größte Verein aus der Woiwodschaft Ermland-Masuren und hat aus diesem Grund eine große Fangemeinschaft. In der Zeit als Stomil noch in der Ekstraklasa spielte, hatte man vergleichsweise einen hohen Zuschauerschnitt. Die Farben des Vereins sind Weiß-Blau-Weiß.

## Geschichte
Der Verein wurde am 15. Juli 1945 gegründet und 1973 nach dem Hauptsponsor Stomil Olsztyn (größter Reifenhersteller Polens – im Jahr 1992 von Michelin aufgekauft) in Stomil Olsztyn umbenannt. Nach dem Abstieg aus der Ekstraklasa wurde der Verein aus finanziellen Gründen aufgelöst und 2003 als OKP Warmia i Mazury Olsztyn wiedergegründet. 2004 kehrte der Verein zu seinem ursprünglichen Namen OKS 1945 Olsztyn zurück.  Auf Druck der Fans und vieler Verantwortlicher nennt sich der Klub seit dem 16. Februar 2012 wieder OKS Stomil. Der Verein spielt momentan (Saison 2023/24) in der polnischen II liga und damit in der dritthöchsten Spielklasse Polens. 

## Stadion
Die Heimspielstätte des OKS Stomil ist das rund 16.800 Zuschauer fassende Stadion OSiR. Es gibt Pläne, das Stadion abzureißen und einen Neubau zu errichten.

## Bekannte ehemalige Spieler
- Jarosław Bako
- Radosław Cierzniak
- Sylwester Czereszewski
- Mindaugas Kalonas
- Arkadiusz Klimek
- Filip Kurto
- Cezary Kucharski
- Zbigniew Małkowski
- Adrian Mierzejewski
- Tomasz Zahorski
- Kazimierz Sidorczuk
- Tomasz Sokołowski
- Radosław Cierzniak
- Piotr Tyszkiewicz
- Tomasz Wełnicki
- Łukasz Załuska